# Olympische Winterspiele 1968/Teilnehmer (Niederlande)
| Gelbes Symbol für Goldmedaillen mit stilisierten Olympischen Ringen | Graues Symbol für Silbermedaillen mit stilisierten Olympischen Ringen | Braundes Symbol für Bronzemedaillen mit stilisierten Olympischen Ringen |
| ------------------------------------------------------------------- | --------------------------------------------------------------------- | ----------------------------------------------------------------------- |
| 3                                                                   | 3                                                                     | 3                                                                       |

Die Niederlande nahmen an den Olympischen Winterspielen 1968 im französischen Grenoble mit einer Delegation von neun Athleten, vier Männer und fünf Frauen, teil.
Seit 1928 war es die achte Teilnahme der Niederlande an Olympischen Winterspielen.

## Flaggenträger
Die Eisschnellläuferin Christina „Stien“ Baas-Kaiser wurde zur Eröffnungsfeier als Fahnenträger der niederländischen Mannschaft ausgewählt.

## Medaillen
Mit je drei gewonnenen Gold-, Silber- und Bronzemedaillen belegte das niederländische Team Platz 6 im Medaillenspiegel.

### Gold

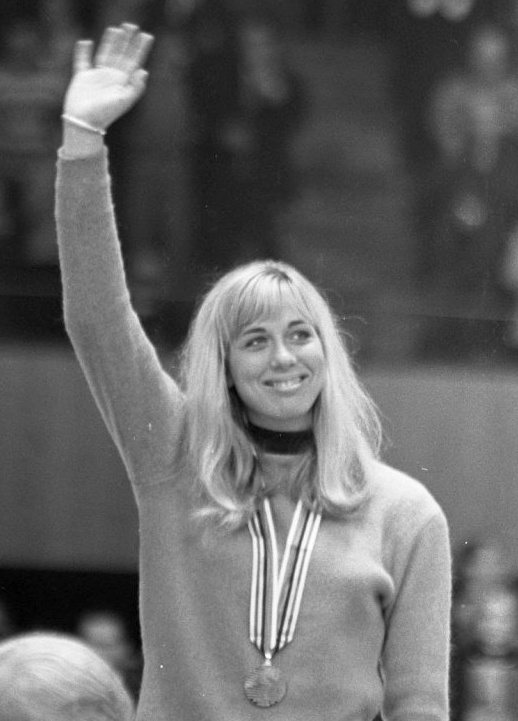
Carolina Geijssen

- Kees Verkerk: Eisschnelllauf, Männer, 1500 m
- Carolina Geijssen: Eisschnelllauf, Frauen, 1000 m
- Ans Schut: Eisschnelllauf, Frauen, 3000 m

### Silber
- Ard Schenk: Eisschnelllauf, Männer, 1500 m
- Kees Verkerk: Eisschnelllauf, Männer, 5000 m
- Carolina Geijssen: Eisschnelllauf, Frauen, 1500 m

### Bronze
- Peter Nottet: Eisschnelllauf, Männer, 5000 m
- Christina Baas-Kaiser: Eisschnelllauf, Frauen, 1500 m
- Stien Baas-Kaiser: Eisschnelllauf, Frauen, 3000 m

## Teilnehmer nach Sportarten

### Eisschnelllauf
Damen
- Christina Baas-Kaiser
500 m: 14. Platz – 47,6 s
1000 m: 10. Platz – 1:35,2 min
1500 m:  – 2:24,5 min
3000 m:  – 5:01,3 min
- Ellie van den Brom
500 m: 5. Platz – 46,6 s
1000 m: 13. Platz – 1:36,8 min
- Wil Burgmeijer
500 m: 16. Platz- 47,8 s
3000 m: 5. Platz – 5:05,1 min
- Carry Geijssen
1000 m:  – 1:32,6 min
1500 m:  – 2:22,7 min
- Ans Schut
1500 m: 12. Platz – 2:28,3 min
3000 m:  – 4:56,2 min

Herren
- Jan Bols
500 m: DNF
1500 m: 16. Platz – 2:07,8 min
5000 m: 8. Platz – 7:33,1 min
10.000 m: 13. Platz – 16:09,5 min
- Peter Nottet
500 m: 30. Platz – 42,2 s
1500 m: 9. Platz – 2:06,3 min
5000 m:  – 7:25,5 min
10.000 m: 8. Platz – 15:54,7 min
- Ard Schenk
500 m: 13. Platz – 41,1 s
1500 m:  – 2:05,0 min
- Kees Verkerk
500 m: 33. Platz – 42,6 s
1500 m:  – 2:03,4 min
5000 m:  – 7:23,2 min
10.000 m: 5. Platz – 15:33,9 min